# Campanula phyctidocalyx
Campanula phyctidocalyx là loài thực vật có hoa trong họ Hoa chuông. Loài này được Boiss. & Noë mô tả khoa học đầu tiên năm 1856.